# 比利亚弗洛尔
比利亚弗洛尔（西班牙語：Villaflor）是西班牙卡斯蒂利亚-莱昂阿维拉省的一个市镇。总面积19平方公里，总人口169人（2001年），人口密度9人/平方公里。